# Eupithecia eszterkae
Eupithecia eszterkae es una especie de polilla de la familia Geometridae. La especie fue descrita por primera vez por András Mátyás Vojnits habiendo sido descrita en 1976, con distribución en China. El holotipo de la especie fue descrita en el sur de Tsinling, en el sector Tapaishan, al sur de Shaanxi, a 300 metros (984,3 pies) de altitud.